# Immortelle commune
Helichrysum stoechas
Espèce
Classification phylogénétique
L'immortelle commune, immortelle des dunes ou immortelle jaune (Helichrysum stoechas) est un sous-arbrisseau de la famille des Astéracées.

## Description
C'est une petite plante psammophile aux tiges érigées à base ligneuse, aux feuilles linéaires, duveteuses, les supérieures parfois glabres, aux fleurs en capitules aux fleurons jaunes entourés de bractées.
Cette immortelle a une pilosité glanduleuse. Les poils glandulaires sécrètent des lipides souvent odorants qui forment une couche imperméable résistant à la dessiccation. La plante dégage ainsi une odeur épicée et chaude pouvant rappeler le curry, le sucre candi ou le café. En été, lorsque le soleil réchauffe la végétation de la dune grise, une odeur insistante et pénétrante de curry envahit l’atmosphère.

## Caractéristiques
Organes reproducteurs :
- Type d'inflorescence : corymbe de capitules
- Répartition des sexes : hermaphrodite
- Type de pollinisation : entomogame, autogame

Sa floraison a lieu d'avril à juillet.
Graine :
- Type de fruit : akène
- Mode de dissémination : barochore

Habitat et répartition :
- Habitat type : voir sous-espèces
- Aire de répartition : Méditerranée - atlantique

Utilisation :
- Puissant anti-inflammatoire  naturel (huile essentielle)

## Sous-espèces et variétés
Les trois variétés les plus connues :
- Helichrysum stoechas (L.) Moench var. maritimum, des pelouses sabulicoles européennes, maritimes, calcicoles
- Helichrysum stoechas (L.) Moench var. dolomiticum, des pelouses sabulicoles médioeuropéennes, subméditerranéennes, de l'intérieur des terres, dolomiticoles
- Helichrysum stoechas (L.) Moench subsp. stoechas, des pelouses sabulicoles médioeuropéennes, sub à méditerranéennes, de l'intérieur des terres, calcicoles

## Propriétés médicinales
On utilise principalement l'extrémité des tiges et les fleurs aux propriétés, :
- anti-inflammatoire
- antitussive
- antibactérienne (germes gram +)
- antifongique (Candida albicans)
- cholagogue
- diaphorétique
- diurétique
- expectorante
- fébrifuge
- antihelminthique

Elles étaient autrefois utilisées dans le traitement des rhumes.

## Calendrier républicain
Le douzième jour du mois de vendémiaire du calendrier républicain ou révolutionnaire français porte le nom de l'immortelle. Il correspond généralement au 3 octobre du calendrier grégorien.